# Tai'an
Tai'an léase Tái-Án (en chino simplificado, 泰安; pinyin, Tài'ān) es la una ciudad de nivel prefectural, ubicada en el centro-oeste de la provincia de Shandong en la República Popular China.
Ubicada en la ladera meridional del Monte Tai (Taishan), la ciudad limita al norte con la capital provincial Jinan, al noreste con la ciudad de Laiwu, al este con la ciudad de, Zibo, al sudeste con la ciudad de Linyi, en el extremo oeste con la ciudad de Liaocheng y al sur con la ciudad de Jining. Una pequeña porción de su sector occidental es separada de la provincia de Henan por el Huang He (río Amarillo).

## Administración
La ciudad-prefectura de Tai'an se divide en 2 distritos, 2 ciudades-municipio y 2 condados.
- Distrito Taishan (泰山区)
- Distrito Daiyue (岱岳区)
- Ciudad Xintai (新泰市)
- Ciudad Feicheng (肥城市)
- Condado Ningyang (宁阳县)
- Condado Dongping (东平县)

## Geografía
La ciudad se extiende por la ladera meridional y el piedemonte del monte Taishan. Pequeños cursos fluviales, afluentes del río Dawen He forman estrechos valles fértiles. La mayor altitud en territorio de la ciudad es el Yuhuang Ding del Taishan con 1.533 metros.

## Clima
Tai'an posee clima continental semihúmedo, con una temperatura media anual de 12,9 °C, con mínimas medias mensuales de -2,6 °C en enero y máximas medias mensuales de 26,4 °C. El régimen de precipitaciones es típicamente monzónico (concentradas en verano), con una media anual de 697 milímetros.
| Parámetros climáticos promedio de Tai'an                   | Parámetros climáticos promedio de Tai'an | Parámetros climáticos promedio de Tai'an | Parámetros climáticos promedio de Tai'an | Parámetros climáticos promedio de Tai'an | Parámetros climáticos promedio de Tai'an | Parámetros climáticos promedio de Tai'an | Parámetros climáticos promedio de Tai'an | Parámetros climáticos promedio de Tai'an | Parámetros climáticos promedio de Tai'an | Parámetros climáticos promedio de Tai'an | Parámetros climáticos promedio de Tai'an | Parámetros climáticos promedio de Tai'an | Parámetros climáticos promedio de Tai'an |
| Mes                                                        | Ene.                                     | Feb.                                     | Mar.                                     | Abr.                                     | May.                                     | Jun.                                     | Jul.                                     | Ago.                                     | Sep.                                     | Oct.                                     | Nov.                                     | Dic.                                     | Anual                                    |
| ---------------------------------------------------------- | ---------------------------------------- | ---------------------------------------- | ---------------------------------------- | ---------------------------------------- | ---------------------------------------- | ---------------------------------------- | ---------------------------------------- | ---------------------------------------- | ---------------------------------------- | ---------------------------------------- | ---------------------------------------- | ---------------------------------------- | ---------------------------------------- |
| Temp. máx. abs. (°C)                                       | 15.8                                     | 21.8                                     | 26.1                                     | 33.8                                     | 38.6                                     | 40.7                                     | 39.6                                     | 40.0                                     | 34.6                                     | 31.6                                     | 27.1                                     | 17.4                                     | 40.7                                     |
| Temp. máx. media (°C)                                      | 4.3                                      | 7.6                                      | 13.4                                     | 20.7                                     | 26.1                                     | 30.8                                     | 31.0                                     | 30.1                                     | 26.6                                     | 14.3                                     | 6.6                                      | 0.2                                      | 13.3                                     |
| Temp. media (°C)                                           | −1.7                                     | 1.4                                      | 7.2                                      | 14.4                                     | 19.9                                     | 24.8                                     | 26.3                                     | 25.2                                     | 20.6                                     | 14.3                                     | 6.6                                      | 0.2                                      | 13.3                                     |
| Temp. mín. media (°C)                                      | −6.4                                     | −3.6                                     | 1.7                                      | 8.3                                      | 13.7                                     | 19.0                                     | 22.2                                     | 21.0                                     | 15.4                                     | 8.9                                      | 1.4                                      | −4.4                                     | 8.1                                      |
| Temp. mín. abs. (°C)                                       | -22.4                                    | -19.3                                    | -12.6                                    | -5.7                                     | 0.7                                      | 8.2                                      | 13.1                                     | 10.4                                     | 1.4                                      | -3.3                                     | -12.6                                    | -20.3                                    | -22.4                                    |
| Precipitación total (mm)                                   | 5.3                                      | 9.3                                      | 17.4                                     | 27.5                                     | 54.6                                     | 87.7                                     | 205.9                                    | 156.0                                    | 65.5                                     | 32.7                                     | 16.7                                     | 7.0                                      | 685.6                                    |
| Días de precipitaciones (≥ 0.1 mm)                         | 2.4                                      | 3.2                                      | 4.7                                      | 5.4                                      | 6.5                                      | 8.6                                      | 13.6                                     | 10.5                                     | 7.1                                      | 5.0                                      | 3.5                                      | 3.1                                      | 73.6                                     |
| Fuente n.º 1: China Meteorological Administration          |                                          |                                          |                                          |                                          |                                          |                                          |                                          |                                          |                                          |                                          |                                          |                                          |                                          |
| Fuente n.º 2: Weather China (precipitation days 1971–2000) |                                          |                                          |                                          |                                          |                                          |                                          |                                          |                                          |                                          |                                          |                                          |                                          |                                          |

## Población
La ciudad de Tai'an cuenta con unos 5,5 millones de habitantes (2006), con un lento crecimiento demográfico. En el censo de población del año 2000 la población era de 5 334 631, un modesto crecimiento frente a los 5 241 831 del censo de 1990. Esto se debe a tasas de natalidad por debajo de la media provincial y a la creciente emigración hacia la capital provincial Jinan y hacia las ciudades costeras como Qingdao, Yantai, y Rizhao.
A pesar de su lento crecimiento demográfico, la ciudad ha experimentado una fuerte transformación en la distribución interna de la población: en sólo los diez años que separan a los últimos censos, la población urbana se duplicó, pasando de 1.070.192 a 2.085.047. De ellos, en el Taishan Qu vivían 615.720 en el 2000.

## Historia
Durante el Neolítico, en la zona donde en la actualidad se ubica Tai'an, se desarrolló la cultura Dawenkou. Durante el Período de las Primaveras y Otoños y el Período de los Reinos Combatientes, la región pertenecía a los estados de Qi y Lu. El área de mayor significación histórica y cultural es el monte Taishan.

## Educación
- Universidad de Ciencia y Tecnología de Shandong
- Universidad Médica de Taishan
- Universidad Agrícola de Shandong
- Colegio Taishan
- Escuela Pública de Salud de Tai'an

## Transportes
La ciudad de Tai'an se es atravesada de norte a sur por la línea férrea Jing Hu y por la autopista Jing-Hu, que unen a la capital nacional (Pekín) con Shanghái. Una línea férrea secundaria y una autopista regional (Tai-Lai), unen al distrito de Taishan con la ciudad de Laiwu hacia el este y pequeñas localidades hacia el oeste. Recientemente se han completado una segunda autopista que conecta a la ciudad con la red de autopistas de la provincia de Jiangsu (hacia el sudeste) y otra que conecta con el Aeropuerto Internacional de Jinan Yaoqiang, ubicado 120 kilómetros al noreste de la ciudad.